# Agra (Italia)
Agra (Agra in dialetto varesotto) è un comune italiano di 387 abitanti della provincia di Varese in Lombardia.
Agra fa parte della comunità montana Valli del Verbano. Il primo Consiglio comunale fu eletto nel 1821.

## Storia

### Simboli
Lo stemma è stato concesso con regio decreto del 10 aprile 1930.
Il gonfalone, concesso con DPR del 16 luglio 1985, è un drappo di verde.

## Monumenti e luoghi d'interesse

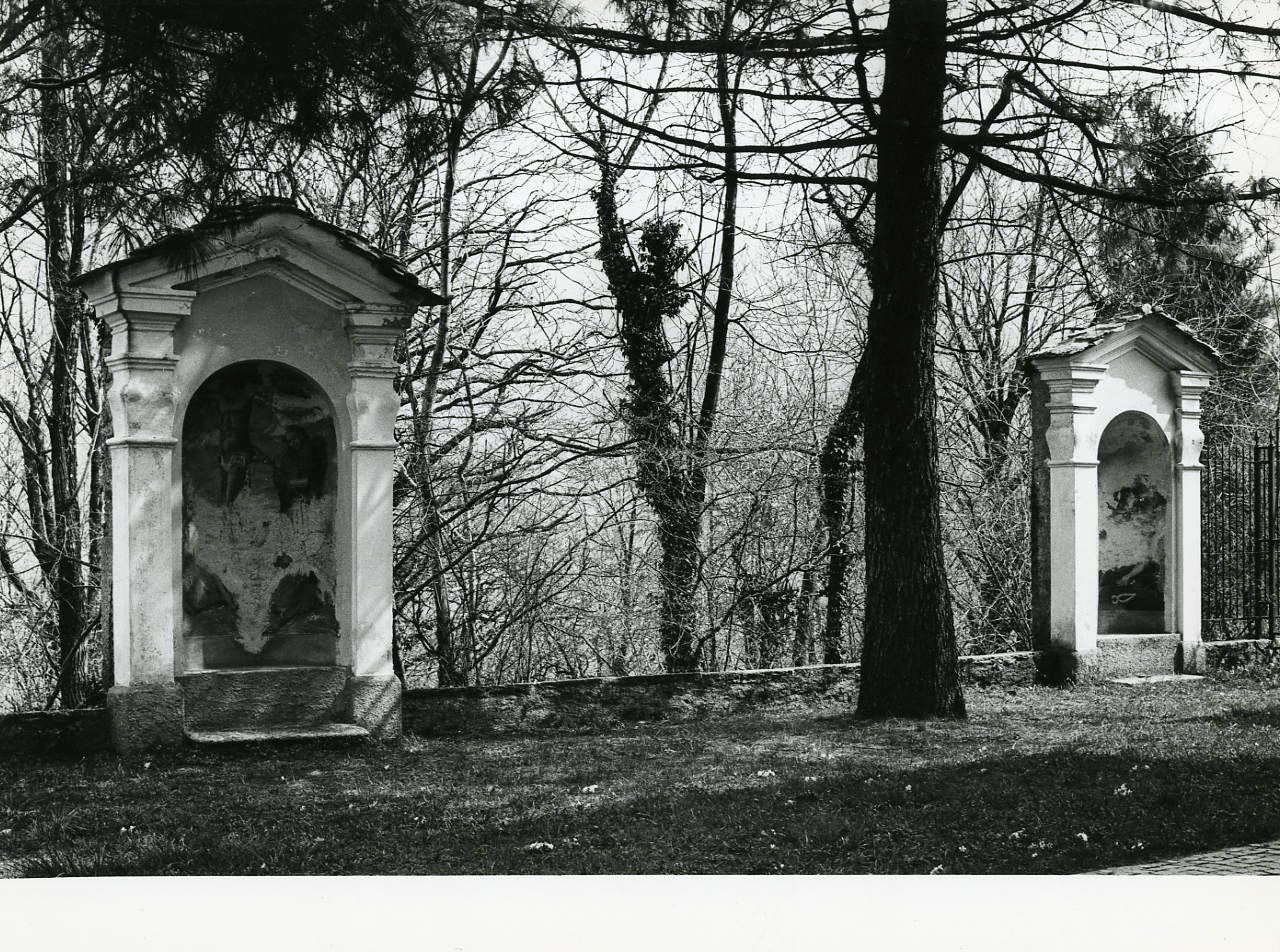
Via crucis ad Agra fotografata nel 1979 da Paolo Monti

Un edificio di pregio che sorge in paese è la chiesa di Sant'Eusebio, riedificata tra il 1931 e il 1933, ma di origine ben più antica.
Ad Agra ha sede il cosiddetto Parco Daini, un parco agricolo con dei daini e delle capre al pascolo in un vasto recinto, dotato altresì di attrezzature ludiche per bambini e di un campo da bocce, oltre ad altri spazi polivalenti.

## Società

### Evoluzione demografica
- 440 nel 1751[senza fonte]
- 549 nel 1805
- 709 dopo annessione di Cossano nel 1809
- 626 nel 1853
- 854 nel 1901

Abitanti censiti

## Cultura

### Eventi
Annualmente ad Agra hanno luogo due sagre principali, la "festa del bambino", dedicata ad attività a tema infantile, e la "la festa della zucca e della castagna", nella quale tutti i vicoli e le strade del centro storico sono allestiti a mercato, principalmente di prodotti derivati dalla zucca e dalle castagne.

## Geografia antropica
Secondo l'ISTAT, il territorio comunale comprende i centri abitati di Agra e Vignone, e il nucleo abitato di Gaggio.